# Lista de túmulos de antipapas

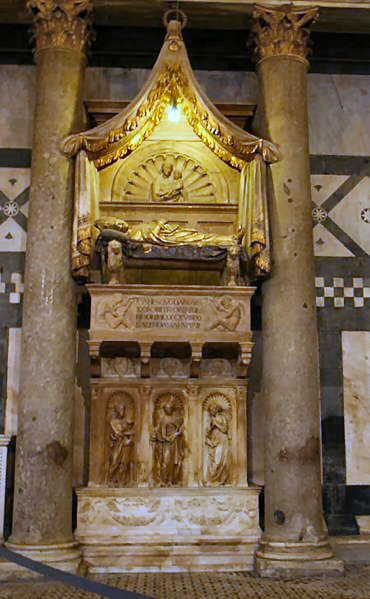
A tumba do Antipapa João XXIII em Florença

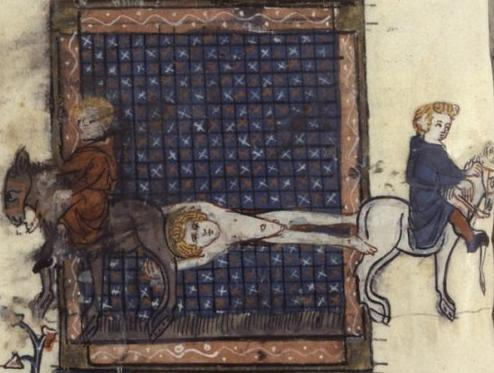
O martírio de Hipólito de Roma

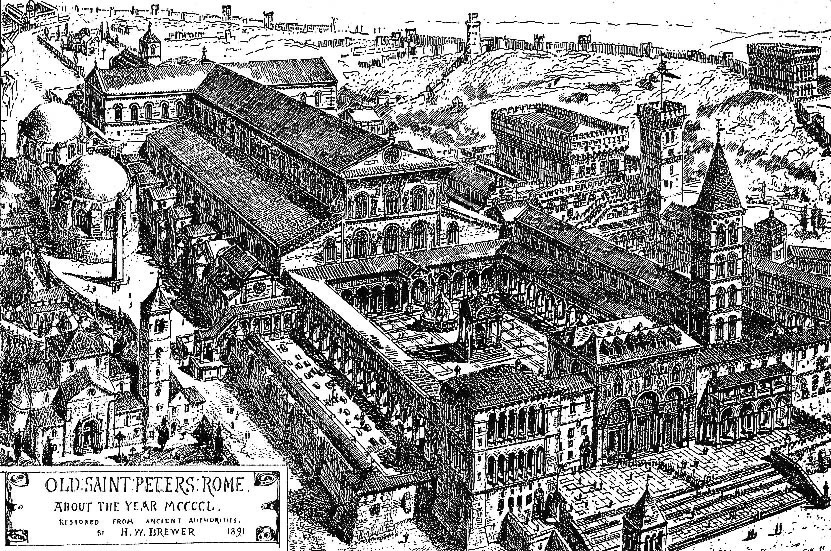
Cristóvão, que foi considerado um papa legítimo até o século XIX, foi enterrado entre os túmulos papais na antiga Basílica de São Pedro.

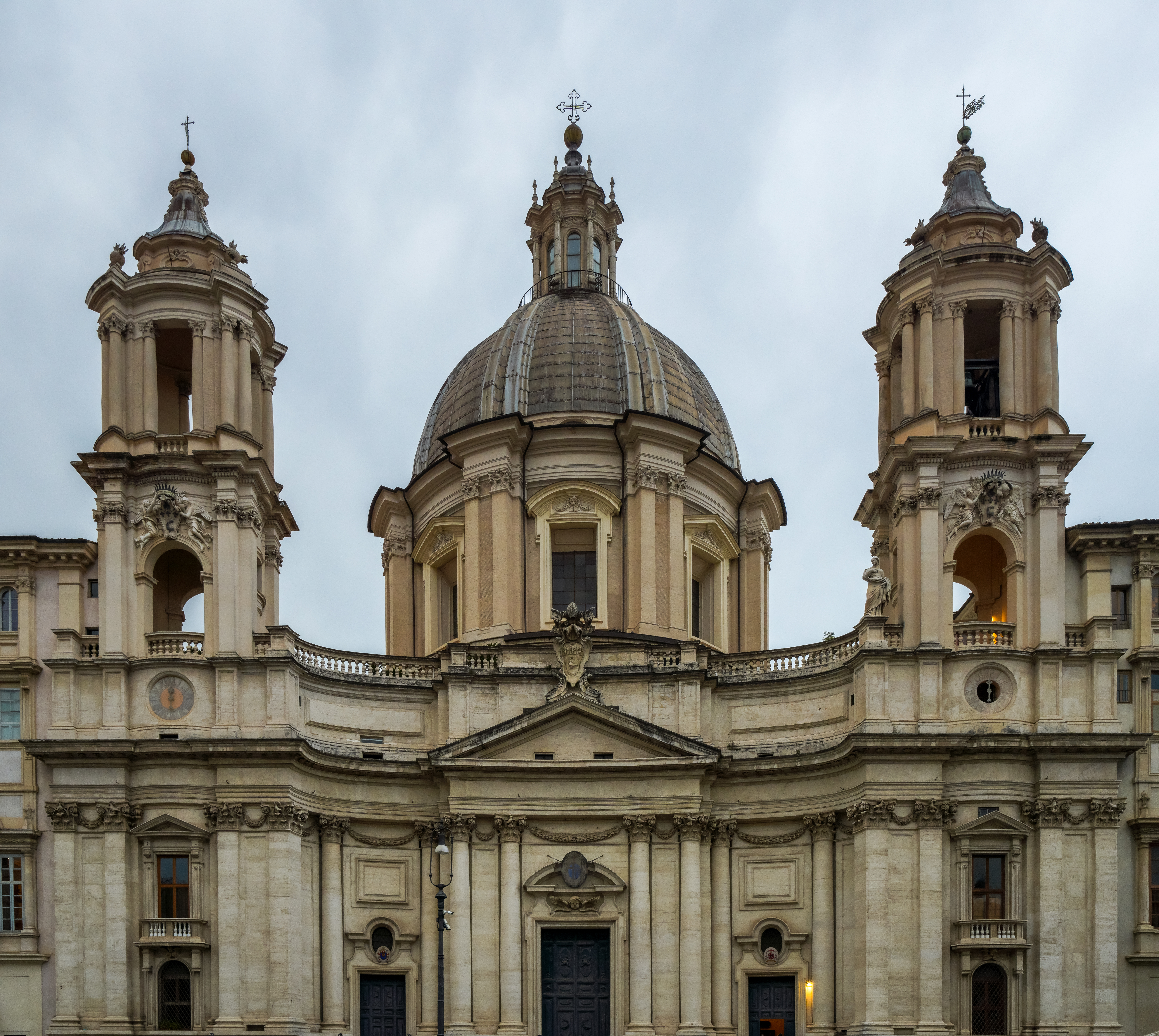
O cadáver de Bento X ainda está intacto em Sant'Agnese in Agone.

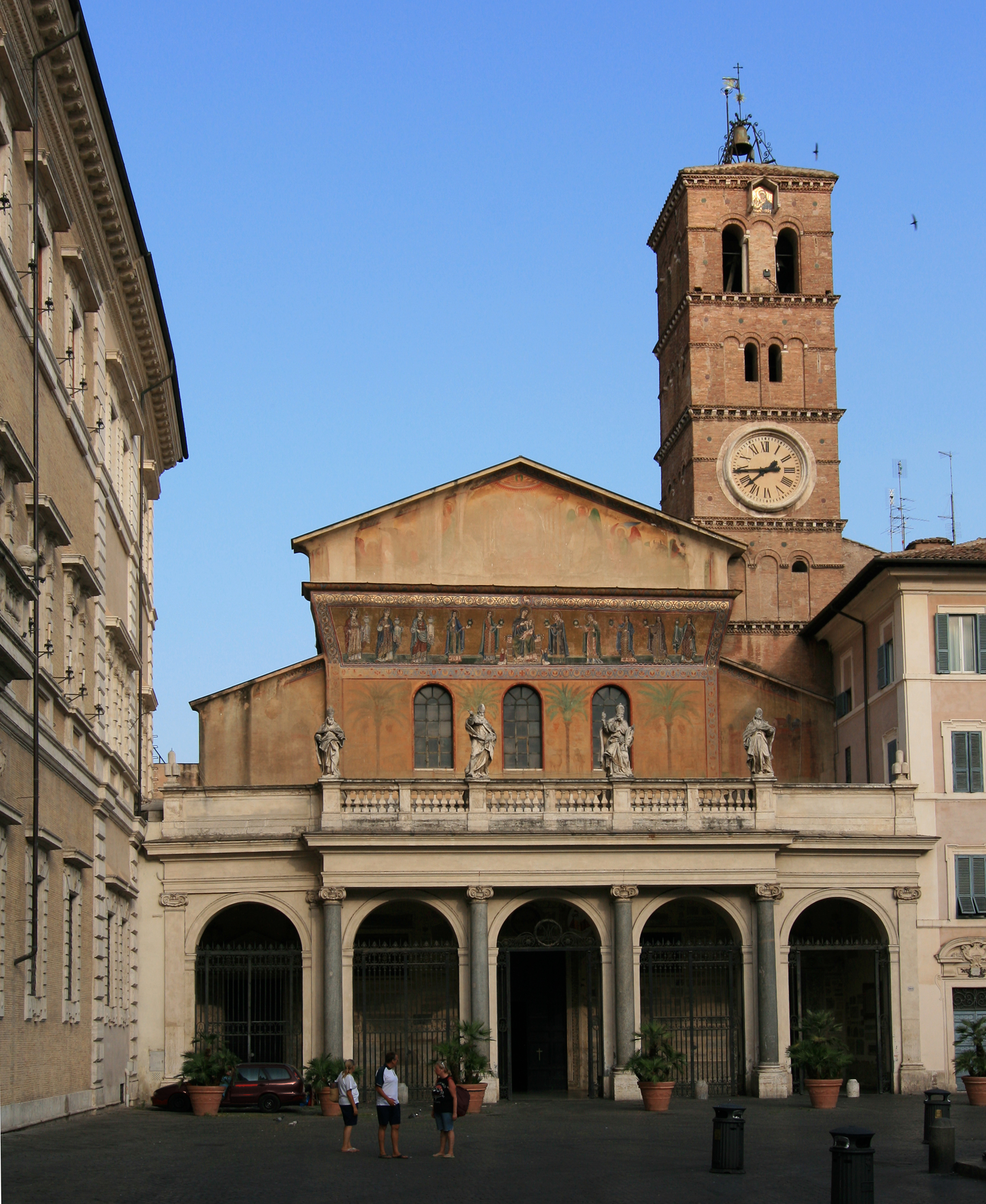
Inocêncio II demoliu e reconstruiu Santa Maria in Trastevere para destruir o túmulo de Anacleto II.

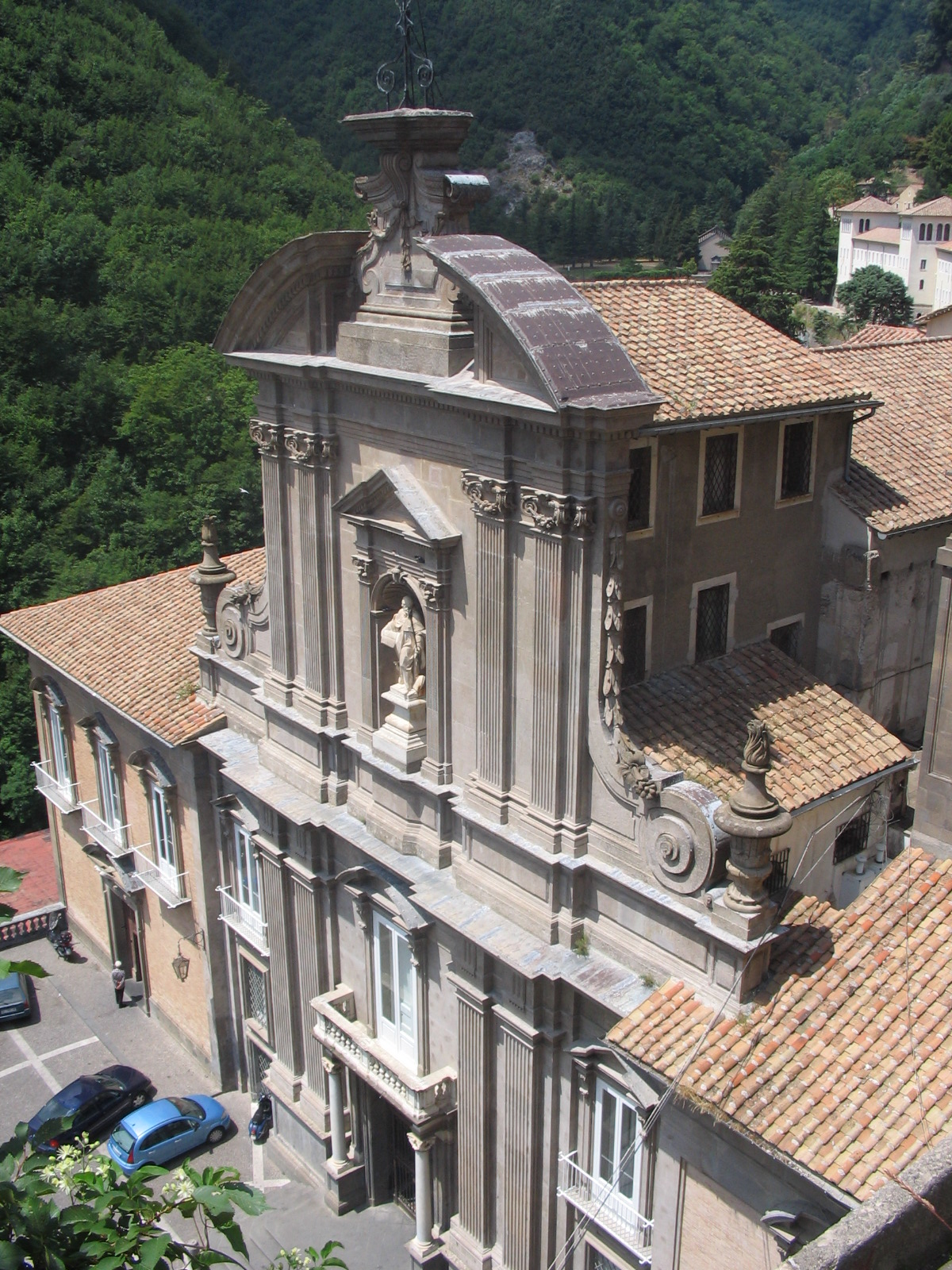
La Trinità della Cava foi uma prisão para vários antipapas, incluindo Inocêncio III.

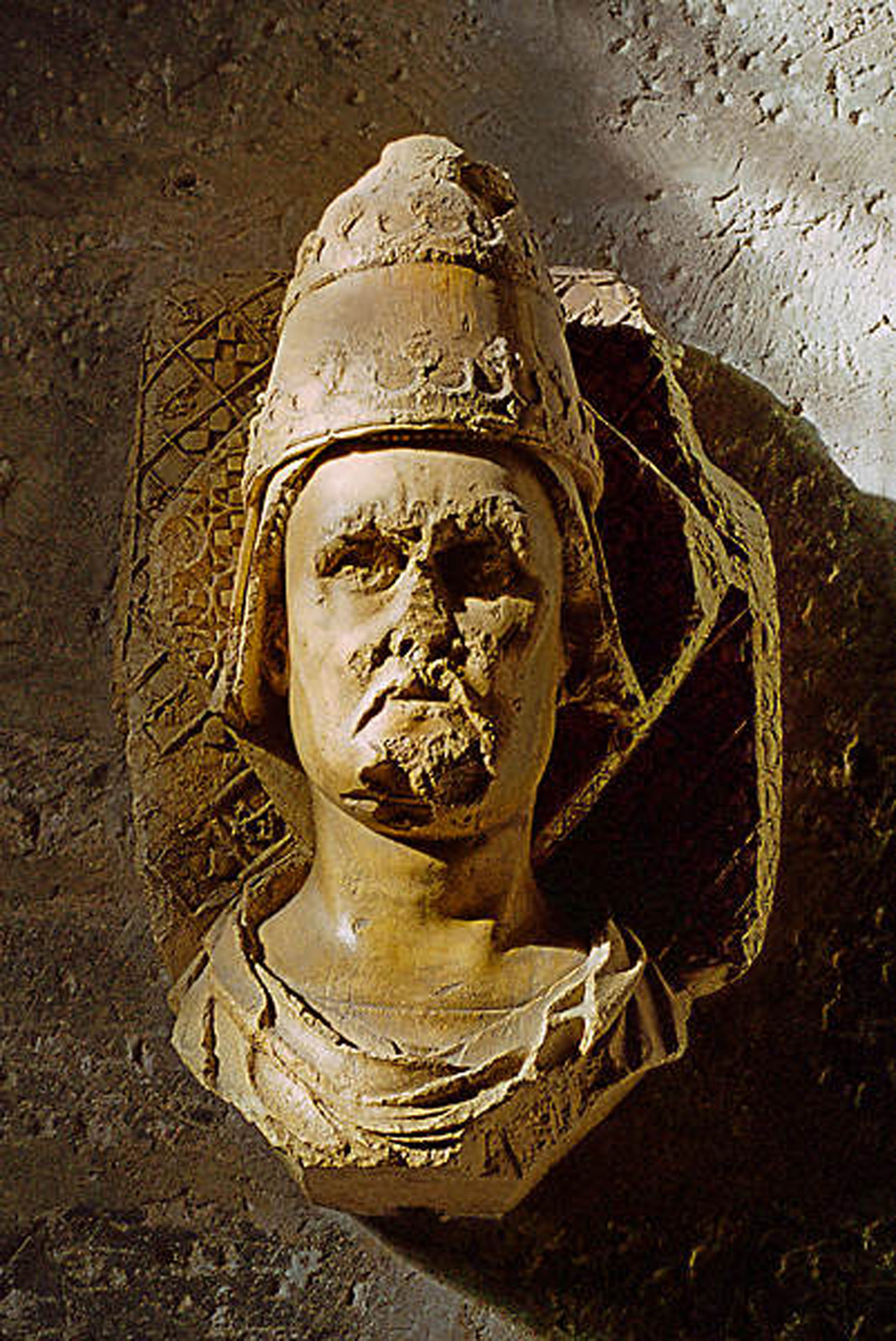
Apenas a cabeça da efígie do túmulo de Clemente VII (originalmente na Catedral de Avinhão) sobreviveu à Revolução Francesa.

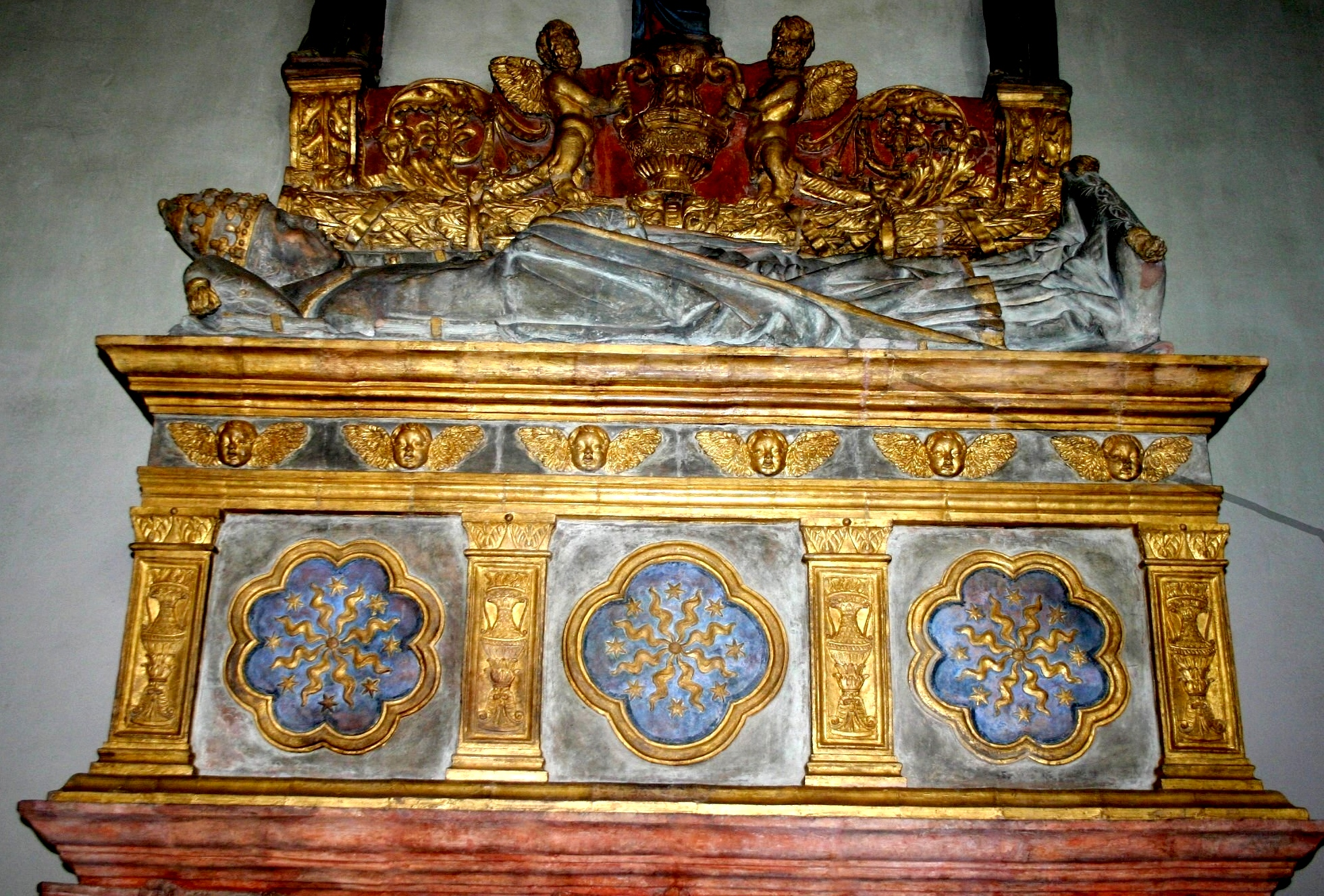
O túmulo de Alexandre V na Basílica de São Francisco (Bolonha)

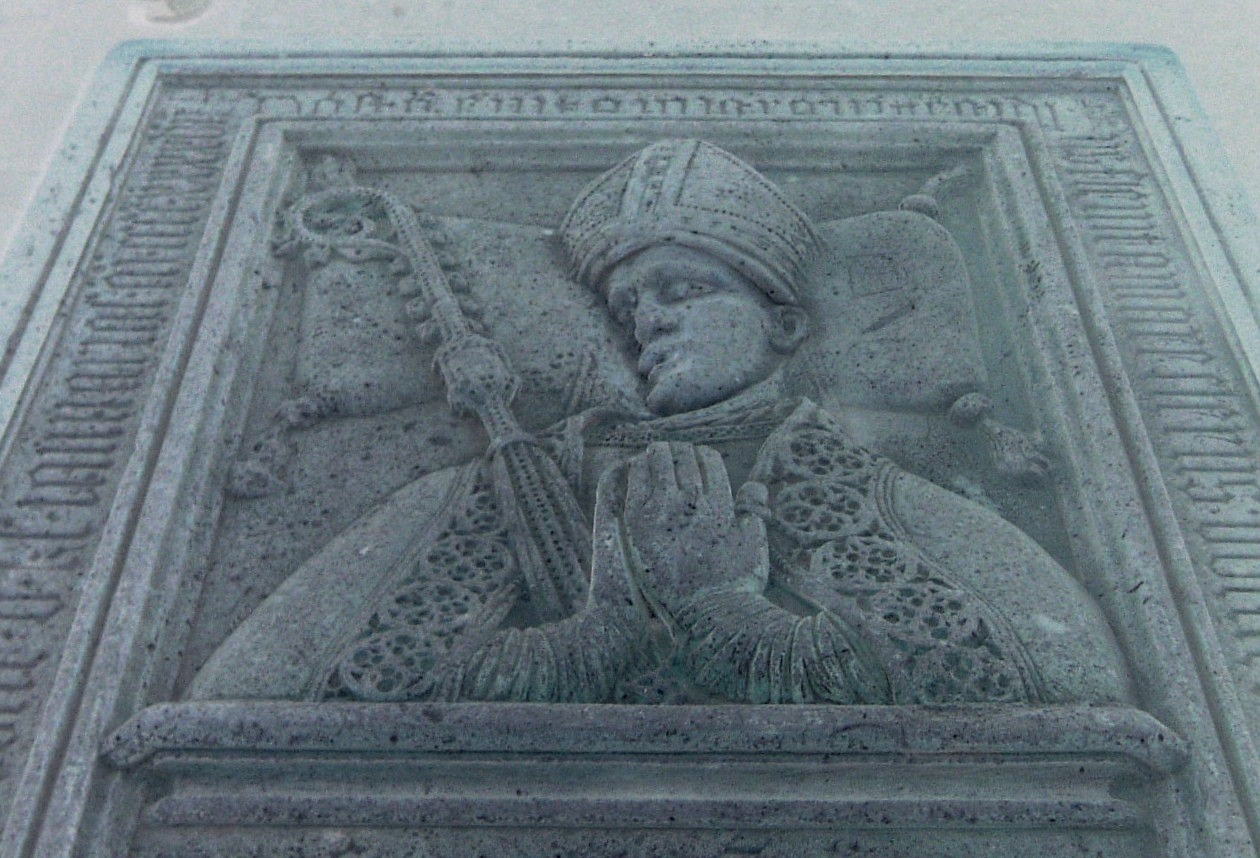
O túmulo de Clemente VIII na La Seu

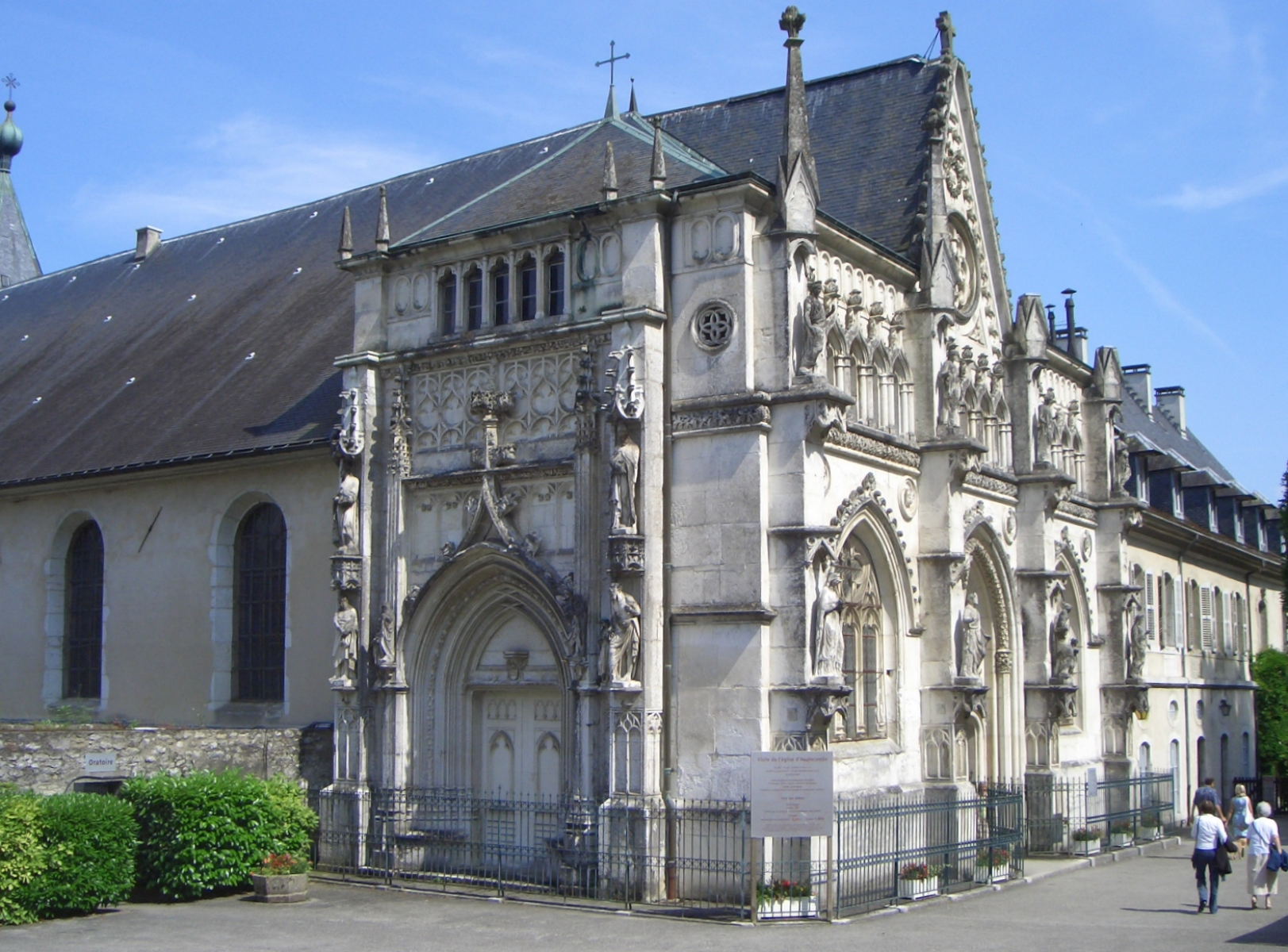
Félix V foi enterrado ao lado de seus predecessores como Conde de Saboia na Abadia de Hautecombe.

Um antipapa é um pretendente papal histórico não reconhecido como legítimo pela Igreja Católica. Ao contrário dos túmulos papais, os túmulos dos antipapas geralmente não foram preservados, com algumas exceções notáveis.
Vários túmulos de antipapas foram profanados e destruídos, muitas vezes por seus pretendentes rivais, logo após sua ascensão. Por exemplo, o Papa Inocêncio II destruiu Santa Maria in Trastevere (uma das principais basílicas marianas e uma das igrejas mais antigas de Roma) e acabou sendo enterrado no local outrora ocupado pelo túmulo de seu rival, o Antipapa Anacleto II. Outros sobreviveram séculos, apenas para serem destruídos durante conflitos como a Revolução Francesa e a Guerra da Sucessão Espanhola, um destino comum a alguns túmulos papais não existentes. Tal foi o caso do túmulo do Antipapa Félix V (o último antipapa histórico), que foi enterrado com a maioria de seus predecessores como Conde de Saboia na Abadia de Hautecombe.
Outros são obscuros por causa da damnatio memoriae envolvendo a vida dos antipapas, ou porque seu enterro foi recusado devido à excomunhão. Pode-se presumir que alguns deles foram enterrados sem cerimônia nos mosteiros aos quais os antipapas foram confinados depois de se submeterem ou perderem o poder. A exceção é Hipólito de Roma, o primeiro antipapa, que foi transladado para Roma por seu antigo rival Papa Fabiano, após seu martírio, e é considerado um santo.
Vários antipapas, no entanto, receberam enterros proeminentes, incluindo um entre os túmulos papais na antiga Basílica de São Pedro (que foram destruídos durante a demolição dos séculos XVI/XVII). Em particular, os pretendentes conciliares do Grande Cisma do Ocidente foram sepultados em túmulos elaborados em igrejas importantes por famosos escultores. A tumba do Antipapa João XXIII tipifica a iconografia política do sepultamento antipapal, argumentando sutilmente pela legitimidade do sepultado.
| Pontificado | Nome comum em português              | Escultor                                      | Localização                                                | Notas |
| ----------- | ------------------------------------ | --------------------------------------------- | ---------------------------------------------------------- | --- |
| 217–235     | Hipólito Santo Hipólito              | Desconhecido                                  | Cemitério de Hipólito                                      | Trazido para Roma por seu rival Papa Fabiano; inscrição pelo Papa Dâmaso I registrada na Epigrafia Cristã de Orazio Marucchi |
| 251–258     | Novaciano                            | Desconhecido                                  | Desconhecido                                               | Lápide descoberta em 1932 na Via Tiburtina em Roma com a inscrição "abençoado mártir Novaciano"; considerado não verificado pelos estudiosos porque a inscrição não contém a palavra "bispo" |
| 355–365     | Félix II São Félix                   | Desconhecido                                  | Igreja na Via Aurélia                                      | Martirizado e santificado; enterrado em uma igreja de sua autoria na Via Aurélia de acordo com Liber Pontificalis |
| 366–367     | Ursino                               | Desconhecido                                  | Gália                                                      | [ 12 ] |
| 418–419     | Eulálio                              | Desconhecido                                  | Desconhecido                                               | Nada se sabe sobre sua morte, apenas o ano |
| 498–499     | Lourenço                             | Desconhecido                                  | Desconhecido                                               | Morreu na fazenda de seu patrono Festo |
| 530         | Dióscoro                             | Desconhecido                                  | Desconhecido                                               | Memória oficialmente condenada pelo Papa Bonifácio II, mas restabelecida pelo Papa Agapito I |
| 687         | Teodoro                              | Desconhecido                                  | Desconhecido                                               | Nada se sabe dele depois de sua concessão ao Papa Sérgio I |
| 687         | Pascoal                              | Desconhecido                                  | Desconhecido                                               | Preso em um mosteiro desconhecido até sua morte e enterrado em local desconhecido |
| 766–768     | Constantino II                       | Desconhecido                                  | Desconhecido                                               | Morreu em um mosteiro desconhecido após muita mortificação corporal nas mãos dos seguidores do Papa Estêvão III |
| 768         | Filipe                               | Desconhecido                                  | Desconhecido                                               | Nenhuma referência histórica após seu retorno ao Mosteiro de São Vito (Roma) |
| 844         | João VIII                            | Desconhecido                                  | Desconhecido                                               | Nada mais se sabe depois que ele foi confinado a um mosteiro |
| 855         | Anastácio                            | Desconhecido                                  | Desconhecido                                               | [ 18 ] |
| 903–904     | Cristóvão                            | Desconhecido                                  | Antiga Basílica de São Pedro                               | Enterrado na Antiga Basílica de São Pedro por seu rival, Papa Sérgio III; destruído na demolição da basílica do século XVII; fragmento do epitáfio registrado por Peter Mallius |
| 984–985     | Bonifácio VII                        | Desconhecido                                  | Desconhecido                                               | A multidão romana apreendeu seu cadáver, despiu-o de suas vestes, arrastou-o pelas ruas e depositou-o aos pés de uma estátua de Marco Aurélio a cavalo, momento em que foi pisoteado e esfaqueado; levado por clérigos à noite e enterrado em local desconhecido |
| 997–998     | João XVI                             | Desconhecido                                  | Desconhecido                                               | Corporalmente mutilado pelo Papa Gregório V e Otão III do Sacro Império Romano-Germânico e confinado a um mosteiro romano até sua morte |
| 1012        | Gregório VI                          | Desconhecido                                  | Hamburgo, Alemanha                                         | Morreu em Hamburgo; não existe documentação de funeral ou monumento |
| 1058–1059   | Bento X                              | Desconhecido                                  | Sant'Agnese in Agone                                       | O sarcófago na cripta (não aberto ao público) ainda contém seu cadáver |
| 1061–1064   | Honório II                           | Desconhecido                                  | Desconhecido                                               | Morreu em Parma |
| 1080        | Clemente III                         | Desconhecido                                  | Desconhecido                                               | Morreu em Civita Castellana |
| 1100–1101   | Teodorico                            | Desconhecido                                  | Cava de' Tirreni                                           | Morreu em La Trinità della Cava, mas enterrado no cemitério local; lápide contém as palavras "Theodoric, 1102" |
| 1101        | Adalberto                            | Desconhecido                                  | Abadia beneditina de San Lorenzo (Aversa)                  | [ 24 ] |
| 1105–1111   | Silvestre IV                         | Desconhecido                                  | Desconhecido                                               | Morreu sob os cuidados de seu patrono, o Conde Werner de Ancona; nada se sabe sobre sua morte ou enterro |
| 1118–1121   | Gregório VIII                        | Desconhecido                                  | Desconhecido                                               | Preso em muitos lugares; último conhecido por ter sido mantido em Cava de' Tirreni, mas não se sabe se ele morreu lá |
| 1124        | Celestino II                         | Desconhecido                                  | Desconhecido                                               | Não um antipapa sensu stricto, porque sua eleição foi legítima; ele foi forçado a renunciar ao papado um dia depois e subsequentemente submetido ao Papa Honório II, que foi eleito em seu lugar. Morreu de espancamento infligido durante a eleição. |
| 1130–1138   | Anacleto II                          | Desconhecido                                  | Santa Maria in Trastevere                                  | Destruído pelo Papa Inocêncio II junto com grande parte da igreja; Inocêncio II providenciou seu próprio enterro, na igreja reconstruída, no local de seus antigos rivais |
| 1138        | Vítor IV                             | Desconhecido                                  | Desconhecido (talvez priorado de S. Eusébio em Fontanella) | Nada se sabe sobre sua biografia após sua renúncia |
| 1159–1164   | Vítor IV                             | Desconhecido                                  | Mosteiro em Luca                                           | O clero da Catedral de Luca e São Frediano não permitiu que ele fosse enterrado lá por causa de sua excomunhão; túmulo destruído pelo Papa Gregório VIII em dezembro de 1187 |
| 1164–1168   | Pascoal III                          | Desconhecido                                  | Desconhecido                                               | Morreu em Castelo de Santo Ângelo |
| 1168–1178   | Calisto III                          | Desconhecido                                  | Desconhecido                                               | Morreu em Benevento |
| 1179–1180   | Inocêncio III                        | Desconhecido                                  | La Trinità della Cava (Cava de' Tirreni)                   | [ 1 ] |
| 1328–1330   | Nicolau V                            | Desconhecido                                  | Avinhão                                                    | Morreu na Igreja dos Franciscanos, em Avinhão |
| 1378–1394   | Clemente VII                         | Perrin Morel                                  | Museu do Petit Palais                                      | O túmulo original com dossel na Catedral de Avinhão foi transferido em 8 de setembro de 1401 para a capela dos Celestinos, e em 1658 para o coro da igreja; quase completamente destruído durante a Revolução Francesa, apenas a cabeça da efígie permanece |
| 1394–1417   | Bento XIII                           | Desconhecido                                  | Castelo de Illueca, Espanha                                | Originalmente enterrado na cripta da capela em Peníscola; transladado para Illueca, Espanha e mumificado sob vidro, atraindo peregrinos; esmagado por um prelado italiano Porro em 1537, após o que a sala foi selada pelo arcebispo de Saragoça; destruído e profanado pelos franceses durante a Guerra da Sucessão Espanhola; crânio recuperado e exposto no castelo; enterrado no palácio dos Condes de Argillo y Morata em Sabinan em 1936 durante a Guerra Civil Espanhola; crânio roubado em 23 de agosto de 2000 pelo Prefeito de Illueca, Javier Vicente Inez, que tentou resgatá-lo; a polícia espanhola recuperou o crânio e o devolveu ao Castelo de Illueca em 3 de setembro de 2000 |
| 1409–1410   | Alexandre V                          | Niccolò di Piero Lamberti e Sperandio Savelli | Basílica de São Francisco (Bolonha)                        | Túmulo na parede |
| 1410–1415   | João XXIII                           | Donatello e Michelozzo                        | Batistério de São João                                     | Ver Tumba do Antipapa João XXIII |
| 1423–1429   | Clemente VIII                        | Desconhecido                                  | La Seu (Maiorca)                                           | Enterrado na Cappella de la Piedad na Catedral de Palma, Espanha |
| 1424–1429   | Bento XIV                            | Nenhum                                        | Sob uma rocha em Armagnac, França                          | Sepultura recusada em uma igreja por causa de sua excomunhão |
| 1430–1437   | Bento XIV                            | Desconhecido                                  | Desconhecido                                               | Morreu preso no Castelo de Foix |
| 1439–1449   | Félix V Amadeu VIII, Conde de Saboia | Desconhecido                                  | Abadia de Hautecombe (Ripaille, França)                    | Destruído durante a Revolução Francesa; nome listado em uma placa memorial existente que comemora ele e outros Condes de Saboia, cujos túmulos também foram destruídos na mesma abadia |